# Sebastian van Strien
Sebastian van Strien (ur. 21 kwietnia 1956 w Groningen) – holenderski matematyk, od 2012 profesor Imperial College London. Zajmuje się układami dynamicznymi i teorią ergodyczną.

## Życiorys
Stopień doktora uzyskał w 1982 na Uniwersytecie w Utrechcie i w 1984 na University of Warwick. Karierę zawodową rozpoczął na Uniwersytecie Technicznym w Delfcie, następnie pracował na Uniwersytecie Amsterdamskim i University of Warwick. Od 2012 jest profesorem Imperial College London.
Swoje prace publikował m.in. w najbardziej prestiżowych czasopismach matematycznych świata: „Annals of Mathematics”, „Journal of the American Mathematical Society”, „Inventiones Mathematicae” i „Acta Mathematica”. Jest lub był redaktorem „Ergodic Theory and Dynamical Systems” i „Indigationes Mathematicae”.
W 2014 roku wygłosił wykład sekcyjny na Międzynarodowym Kongresie Matematyków w Seulu. W 2013 zdobył prestiżowy ERC Advanced Grant. Członek korespondent Królewskiej Holenderskiej Akademii Sztuk i Nauk. 
Wypromował blisko 20 doktorów, w tym Henka Bruina.